# Kleinhurden
Kleinhurden ist ein Ortsteil von Steinenbrück in der Stadt Overath im Rheinisch-Bergischen Kreis in Nordrhein-Westfalen, Deutschland.

## Lage und Beschreibung
Der Ortsteil Kleinhurden liegt auf einem Höhenrücken zwischen dem Sülztal im Norden und dem Holzbachtal im Süden. Naturräumlich betrachtet gehört er zu den Sülzhochflächen.
Er ist durch die Buslinien 425 und 440 des RVK an den öffentlichen Nahverkehr angeschlossen.
Orte in der Nähe sind Müllenholz, Neuhurden, Busch und Steeg.

## Geschichte
Die Topographia Ducatus Montani des Erich Philipp Ploennies, Blatt Amt Steinbach, belegt, dass der Wohnplatz bereits 1715 zwei Hofstellen besaß, die als Huden beschriftet sind. Carl Friedrich von Wiebeking benennt die Hofschaft auf seiner Charte des Herzogthums Berg 1789 als kl. Hucken. Aus ihr geht hervor, dass der Ort zu dieser Zeit Teil der Honschaft Löderich im Kirchspiel Overath war.
Der Ort ist auf der Topographischen Aufnahme der Rheinlande von 1817 als Kl. Hürden verzeichnet. Die Preußische Uraufnahme von 1845 zeigt den Wohnplatz unter dem Namen Kl. Hurden. Ab der Preußischen Neuaufnahme von 1892 ist der Ort auf Messtischblättern regelmäßig als Kl. Hurden oder Kleinhurden verzeichnet.
1822 lebten 23 Menschen im als Hof kategorisierten und (Klein-)Hürden bezeichneten Ort, der nach dem Zusammenbruch der napoleonischen Administration und deren Ablösung zur Bürgermeisterei Overath im Kreis Mülheim am Rhein gehörte. Für das Jahr 1830 werden für Groß- und Klein-Hürden zusammen 78 Einwohner angegeben. Der 1845 laut der Uebersicht des Regierungs-Bezirks Cöln als Hof kategorisierte und Klein-Hurden bezeichnete Ort besaß zu dieser Zeit fünf Wohngebäude mit 29 Einwohnern, alle katholischen Bekenntnisses.
Die Liste Einwohner und Viehstand von 1848, nach der unter anderem Steuern berechnet wurden, zählte in Kleinhurden 21 Einwohner, darunter acht Kinder. Sie nennt Namen der Familienoberhäupter, fünf davon Ackerer von Beruf: Peter Adolf Schiffmann Wittib, Wilhelm Steinbach, Franz Wichterich und zweimal Peter Dresbach. Wobei der vermögendere Peter Dresbach 1 Ochse, 2 Kühe, 1 Rind, 1 Kalb sein Eigen nannte, Wilhelm Steinbach nur zwei Kühe. Zu den Einwohnern zählte noch der Handelsmann Peter Hasberg und eine namenlose Person Gesinde.
Die Gemeinde- und Gutbezirksstatistik der Rheinprovinz führt Kleinhurden 1871 mit sieben Wohnhäusern und 37 Einwohnern auf. Im Gemeindelexikon für die Provinz Rheinland von 1888 werden für Klein Hurden acht Wohnhäuser mit 38 Einwohnern angegeben. 1895 besitzt der Ort sieben Wohnhäuser mit 32 Einwohnern, 1905 werden elf Wohnhäuser und 52 Einwohner angegeben.